# 金町 (葛飾区)
金町（かなまち）は、東京都葛飾区の町名。住居表示実施済み。現行行政地名は金町一丁目から六丁目。

## 地理
葛飾区の北東部、金町駅の南に位置する。市街地・住宅地が殆どを占める。北で東金町一・三・六丁目、東で江戸川を挟んだ対岸に千葉県松戸市中矢切、南で金町浄水場及び柴又二・三丁目、西は新宿三・四・五丁目に隣接する。

### 地価
住宅地の地価は、2025年（令和7年）1月1日の公示地価によれば、金町2-18-3の地点で37万8000円/m2、金町5-33-4の地点で39万円/m2となっている。

## 歴史
- 1869年（明治2年）1月13日 - 廃藩置県により、小菅県の管轄となる。
- 1871年（明治4年）11月14日 - 第1次府県統合により東京府管下第十一大区四小区金町村となる（大区小区制）。金町村役場は現在の葛飾区東金町4-2に置く。
- 1889年（明治22年）5月1日 - 町村制の施行に伴い、行政村としての南葛飾郡金町村の一部となる。
- 1925年（大正14年）8月6日 - 金町村の町制施行に伴い、金町の一部となる。
- 1932年（昭和7年）10月1日 - 金町が東京市に編入されたことに伴い、同市の町丁となる。
- 1943年（昭和18年）7月1日 -都制の施行に伴い、東京都葛飾区の町丁となる。この時点では葛飾区の区域には変更はなかった。
- 1966年（昭和41年）1月1日 - 住居表示実施に伴い、旧金町が常磐線を境に北側が東金町と南側が金町に分割される。旧金町の三、四丁目の一部と五〜六丁目（常磐線の北側）が東金町一、三〜八丁目となり、旧金町の一、二丁目および三、四丁目の一部（常磐線の南側）が現金町の一丁目六丁目および金町浄水場となる。（住居表示完了は1981年10月1日）

## 世帯数と人口
2023年（令和5年）1月1日現在（東京都発表）の世帯数と人口は以下の通りである。
| 丁目       | 世帯数    | 人口     |
| ---------- | --------- | -------- |
| 金町一丁目 | 1,273世帯 | 2,430人  |
| 金町二丁目 | 1,744世帯 | 3,108人  |
| 金町三丁目 | 2,285世帯 | 3,906人  |
| 金町四丁目 | 1,461世帯 | 2,691人  |
| 金町五丁目 | 1,762世帯 | 2,868人  |
| 金町六丁目 | 1,454世帯 | 3,000人  |
| 計         | 9,979世帯 | 18,003人 |

### 人口の変遷
国勢調査による人口の推移。
| 年                 | 人口   |
| ------------------ | ------ |
| 1995年（平成7年）  | 16,471 |
| 2000年（平成12年） | 16,304 |
| 2005年（平成17年） | 15,661 |
| 2010年（平成22年） | 17,285 |
| 2015年（平成27年） | 17,147 |
| 2020年（令和2年）  | 17,591 |

### 世帯数の変遷
国勢調査による世帯数の推移。
| 年                 | 世帯数 |
| ------------------ | ------ |
| 1995年（平成7年）  | 6,941  |
| 2000年（平成12年） | 7,224  |
| 2005年（平成17年） | 7,035  |
| 2010年（平成22年） | 8,317  |
| 2015年（平成27年） | 8,501  |
| 2020年（令和2年）  | 9,212  |

## 学区
区立小・中学校に通う場合、学区は以下の通りとなる（2021年4月時点）。
| 丁目       | 番地             | 小学校             | 中学校             |
| ---------- | ---------------- | ------------------ | ------------------ |
| 金町一丁目 | 1〜18番 23番     | 葛飾区立柴原小学校 | 葛飾区立新宿中学校 |
| 金町一丁目 | 19〜22番         | 葛飾区立柴原小学校 | 葛飾区立常盤中学校 |
| 金町二丁目 | 全域             | 葛飾区立柴原小学校 | 葛飾区立常盤中学校 |
| 金町三丁目 | 全域             | 葛飾区立金町小学校 | 葛飾区立常盤中学校 |
| 金町四丁目 | 5〜10番 19〜25番 | 葛飾区立末広小学校 | 葛飾区立常盤中学校 |
| 金町四丁目 | 1〜4番 11〜18番  | 葛飾区立末広小学校 | 葛飾区立新宿中学校 |
| 金町五丁目 | 全域             | 葛飾区立末広小学校 | 葛飾区立常盤中学校 |
| 金町六丁目 | 全域             | 葛飾区立金町小学校 | 葛飾区立常盤中学校 |

## 事業所
2021年（令和3年）現在の経済センサス調査による事業所数と従業員数は以下の通りである。
| 丁目       | 事業所数  | 従業員数 |
| ---------- | --------- | -------- |
| 金町一丁目 | 62事業所  | 1,527人  |
| 金町二丁目 | 117事業所 | 787人    |
| 金町三丁目 | 106事業所 | 897人    |
| 金町四丁目 | 101事業所 | 765人    |
| 金町五丁目 | 141事業所 | 622人    |
| 金町六丁目 | 161事業所 | 1,342人  |
| 計         | 688事業所 | 5,940人  |

### 事業者数の変遷
経済センサスによる事業所数の推移。
| 年                 | 事業者数 |
| ------------------ | -------- |
| 2016年（平成28年） | 689      |
| 2021年（令和3年）  | 688      |

### 従業員数の変遷
経済センサスによる従業員数の推移。
| 年                 | 従業員数 |
| ------------------ | -------- |
| 2016年（平成28年） | 5,645    |
| 2021年（令和3年）  | 5,940    |

## 交通

### 鉄道
- 東日本旅客鉄道（JR東日本）
  - 常磐緩行線：金町駅
- 京成電鉄
  - 京成金町線：京成金町駅

### バス
金町駅北口と南口にそれぞれバスターミナルがある。詳しくは金町駅#バス路線を参照。

### 道路・橋梁
道路
- 国道6号（水戸街道）
- 東京都道・千葉県道501号王子金町市川線

橋梁
- 新葛飾橋

## 施設
- 金町消防署
- 葛飾区福祉事務所
- 葛飾区立中央図書館
- 葛飾新宿郵便局
- 偕和會総合本部事務局・偕和會館

## 教育機関
- 葛飾区立金町小学校
- 葛飾区立柴原小学校
- 葛飾区立末広小学校
- 葛飾区立常盤中学校
- 東京都立葛飾特別支援学校

## 伝統野菜
金町小蕪（江戸野菜）
明治末に金町（現葛飾区東金町）の長谷碌之助が、「下千葉中生」という小蕪を4月に早どりできるように改良したもの。
春に花芽が出にくい性質をもっていて春の栽培がしやすいため、金町周辺では盛んに生産が行われた。

## その他

### 日本郵便
- 郵便番号 : 125-0042[3]（集配局 : 葛飾新宿郵便局[16]）。